# Акваспарта
Акваспарта (итал. Acquasparta) је насеље у Италији у округу Терни, региону Умбрија.
Према процени из 2011. у насељу је живело 3161 становника. Насеље се налази на надморској висини од 328 м.

## Становништво
Према резултатима пописа становништва 2011. у општини је живело 4.929 становника.
| 1931. | 1936. | 1951. | 1961. | 1971. | 1981. | 1991. | 2001. | 2011. |
| ----- | ----- | ----- | ----- | ----- | ----- | ----- | ----- | ----- |
| 4.723 | 4.903 | 5.393 | 5.030 | 4.708 | 4.657 | 4.431 | 4.527 | 4.929 |